# Комар, Евгений Григорьевич
Евгений Григорьевич Ко́мар (1907—1974) — учёный и конструктор в области крупных электрических машин и электрофизической аппаратуры. Лауреат Ленинской (1959), Государственной премии СССР (1976) и двух Сталинских премий (1946, 1948).

## Биография
Родился 14 августа 1907 года в п. Ново-Борисов (Белоруссия) в семье учителя церковно-приходской школы. Окончил Московский энергетический институт (1930), инженер-электрик.
Работал на ленинградском заводе «Электросила», с 1939 года главный конструктор, в 1947—1949 годах главный инженер. Ещё до войны при его участии создана серия турбогенераторов рекордной мощности — до 100 тысяч киловатт с воздушным охлаждением. В 1946 году под его руководством разработан первый в Европе турбогенератор на 100 тыс. кВт с водородным охлаждением.
В 1949—1956 заместитель директора, с 1956 года директор НИИ электрофизической аппаратуры, образованного на базе ОКБ завода «Электросила». Доктор технических наук (1957).
Умер в феврале 1974 года после длительной болезни.

## Награды и премии
- Ленинская премия (1959) — за создание синхрофазотронов на 10 ГэВ (в составе группы: В.И. Векслер, Л.П. Зиновьев, Д.В. Ефремов, Е.Г. Комар, Н.А. Моносзон, А.М. Столов, А.Л. Минц, Ф.А. Водопьянов, С.М. Менделевич, А.А. Коломенский, В.А. Петухов, М.С. Рабинович)
- Сталинская премия первой степени (1946) — за создание паровой турбины генератора мощностью 1000 000 л. с., частотой 10 000 оборотов в минуту, установленных на ТЭЦ[1]
- Сталинская премия третьей степени (1948) — за создание турбогенератора мощностью 100 тыс. кВт при 3000 об/мин с водородным охлаждением
- Государственная премия СССР (1976) — за создание комплекса систем для генерации стационарных сверхсильных магнитных полей с индукцией до 25 тесла (250 кгс)
- два ордена Ленина[2]
- орден Октябрьской революции[3]
- другие ордена и медали.

## Семья
Брат — Виктор Григорьевич Комар

## Монографии
- Вопросы проектирования турбогенераторов. М.: Госэнергиздат, 1955.
- Ускорители заряженных частиц. М.: Атомиздат, 1964.
- Основы ускорительной техники. М.: Атомиздат, 1975.